# Tipula griesheimae
Tipula griesheimae är en tvåvingeart som beskrevs av Mannheims och Theowald 1959. Tipula griesheimae ingår i släktet Tipula och familjen storharkrankar. Inga underarter finns listade i Catalogue of Life.